# Purgarija Čepić
Purgarija Čepić (en italien : Purgaria) est une localité de Croatie située en Istrie, dans la municipalité de Kršan, dans le comitat d'Istrie. En 2001, la localité comptait 238 habitants.

## Démographie
| 1948 | 1953 | 1961 | 1971 | 1981 | 1991 | 2001 |
| ---- | ---- | ---- | ---- | ---- | ---- | ---- |
| 185  | 194  | 200  | 166  | 148  | 185  | 238  |